# Niittysaari (ö i Norra Savolax, Varkaus, lat 62,64, long 27,85)
Niittysaari är en ö i Finland. Den ligger i sjön Saamainen och i kommunen Leppävirta i den ekonomiska regionen  Varkaus ekonomiska region  och landskapet Norra Savolax, i den centrala delen av landet, 300 km nordost om huvudstaden Helsingfors. Öns area är 3,3 hektar och dess största längd är 340 meter i nord-sydlig riktning.